# 通山県
通山県（つうざん-けん）は中華人民共和国湖北省咸寧市に位置する県。明を滅ぼした李自成の終焉の地である。

## 行政区画
- 鎮:通羊鎮、南林橋鎮、黄沙鋪鎮、廈鋪鎮、九宮山鎮、闖王鎮、洪港鎮、大畈鎮

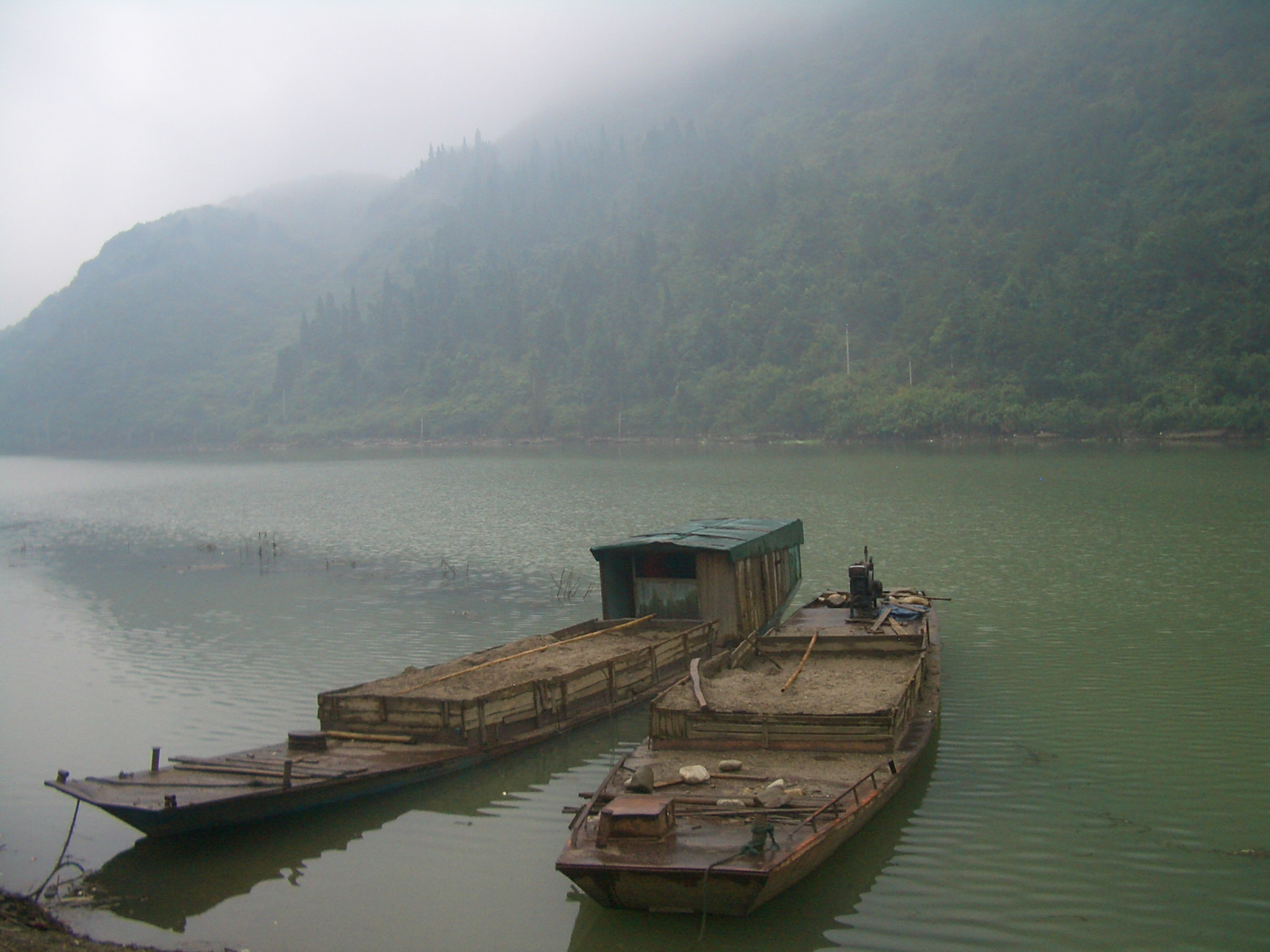
九宮山鎮富有村付近の富水ダム湖

- 郷:大路郷、楊芳林郷、燕廈郷、慈口郷